# Liste des gouverneurs de la forteresse de Mayence

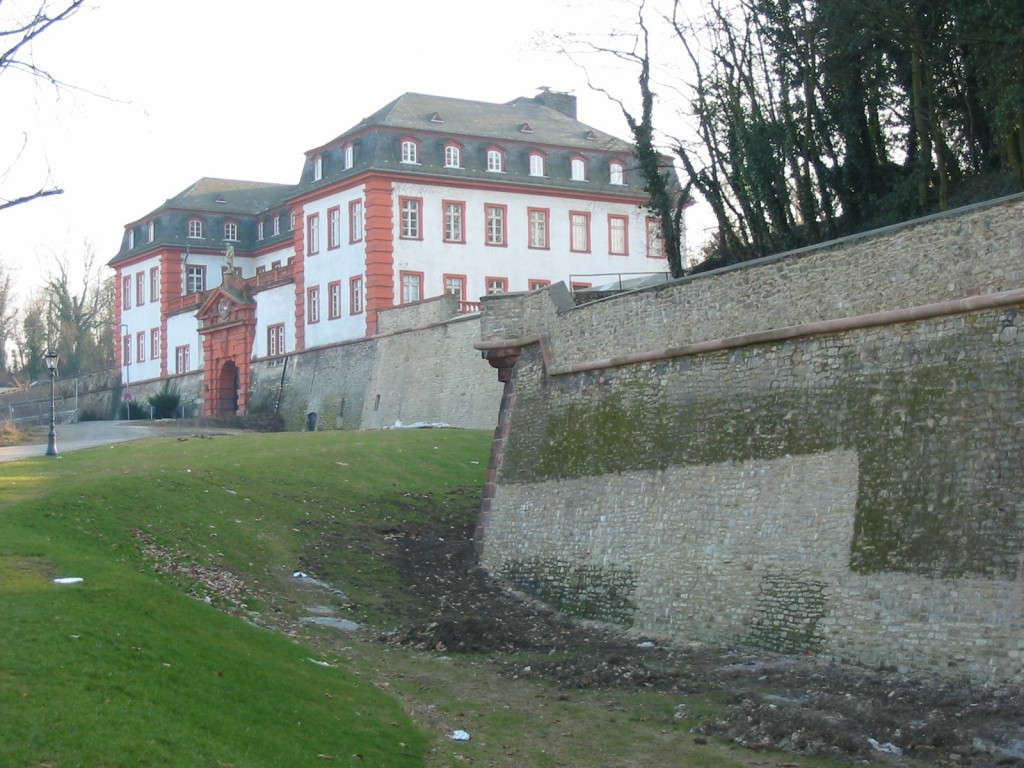
Citadelle de Mayence, la partie la plus développée de la forteresse de Mayence

La liste des gouverneurs de la forteresse de Mayence contient les gouverneurs militaires à l'époque de la forteresse fédérale et de la forteresse impériale.

## Forteresse fédérale
Après le Congrès de Vienne, Mayence est rattachée en 1816 au grand-duché de Hesse en 1816, qui conclut un traité d'État avec la Prusse et l'Autriche. La ville de Mayence elle-même reste en possession de la Hesse, tandis que la forteresse de Mayence doit être administrée à la fois par la Prusse et l'Autriche. En 1820, l'Assemblée fédérale allemande décide de reprendre les fortifications en forteresse fédérale (de). Sur le plan organisationnel, la forteresse est contrôlée par le gouvernement de la forteresse, qui est subordonné à une commission militaire responsable devant le comité militaire de l'Assemblée fédérale. Le gouvernement de la forteresse se compose d'un gouverneur et d'un vice-gouverneur, nommés alternativement tous les cinq ans par la Prusse ou l'Autriche.
- Johann Maria Philipp Frimont von Palota, devient gouverneur de Mayence après la premier traité de Paris
- Charles-Louis d'Autriche-Teschen est gouverneur de la forteresse à partir de 1815 et y rencontre sa femme la princesse Henriette de Nassau-Weilbourg.
- Ferdinand Frédéric Auguste de Wurtemberg, gouverneur de 1829 à 1834
- Guillaume de Prusse, gouverneur 1824-1829, à nouveau 1834-1839
- Philippe de Hesse-Hombourg, devient gouverneur de la forteresse fédérale de Mayence en 1840
- Viktor zu Leiningen-Westerburg-Altleiningen (de), vice-gouverneur de la forteresse fédérale de Mayence (1844)
- Heinrich von Hüser, gouverneur 1848-1849
- Albert de Teschen, gouverneur 1849-1851
- Guillaume de Prusse, devint colonel général d'infanterie en 1854 avec le grade de maréchal et gouverneur de la forteresse de Mayence. Cependant, sa résidence est à Coblence.
- Heinrich von Reitzenstein, lieutenant général, 1858-1859 vice-gouverneur
- Alfred de Windisch-Graetz devient commandant de la forteresse fédérale et gouverneur de Mayence en 1859
- Guillaume d'Autriche, devient gouverneur en 1862
- Charles de Prusse, gouverneur de 1864 à 1866
- Franz Xaver von Paumgartten (de) de 1859 à 1864 pour la partie autrichienne de la garnison vice-gouverneur de la forteresse

## Forteresse de l'Empire allemand 1870/71-1918
Gouverneurs de la forteresse impériale :
- Woldemar de Schleswig-Holstein-Sonderbourg-Augustenbourg (de), 1866-1871
- General der Infanterie Leopold Hermann von Boyen, 1871-1876
- Generalleutnant/General der Infanterie Gustav von Pritzelwitz, 1875-1880
- General der Infanterie Wilhelm von Woyna, 1880-1886
- Generalleutnant Karl von Schlippenbach (de), 1886-1887
- General der Kavallerie Hugo von Winterfeld, 1887-1888
- Generalleutnant/General der Infanterie Rudolf von Reibnitz, 1888-1892
- Generalleutnant Max von der Planitz, 1892-1893
- General der Infanterie Albert von Holleben, 1893-1898
- General der Infanterie Paul von Collas (de), 1898-1903
- Generalleutnant Friedrich von Schele, 1903-1904
- General der Infanterie Ernst von Voigt (de), 1904-1908
- General der Infanterie Konrad Ernst von Goßler, 1908-1911
- Generalleutnant Arthur von Schlieffen (de), 1911-1914
- General der Infanterie Hugo von Kathen, 1914